# Barre (balet)

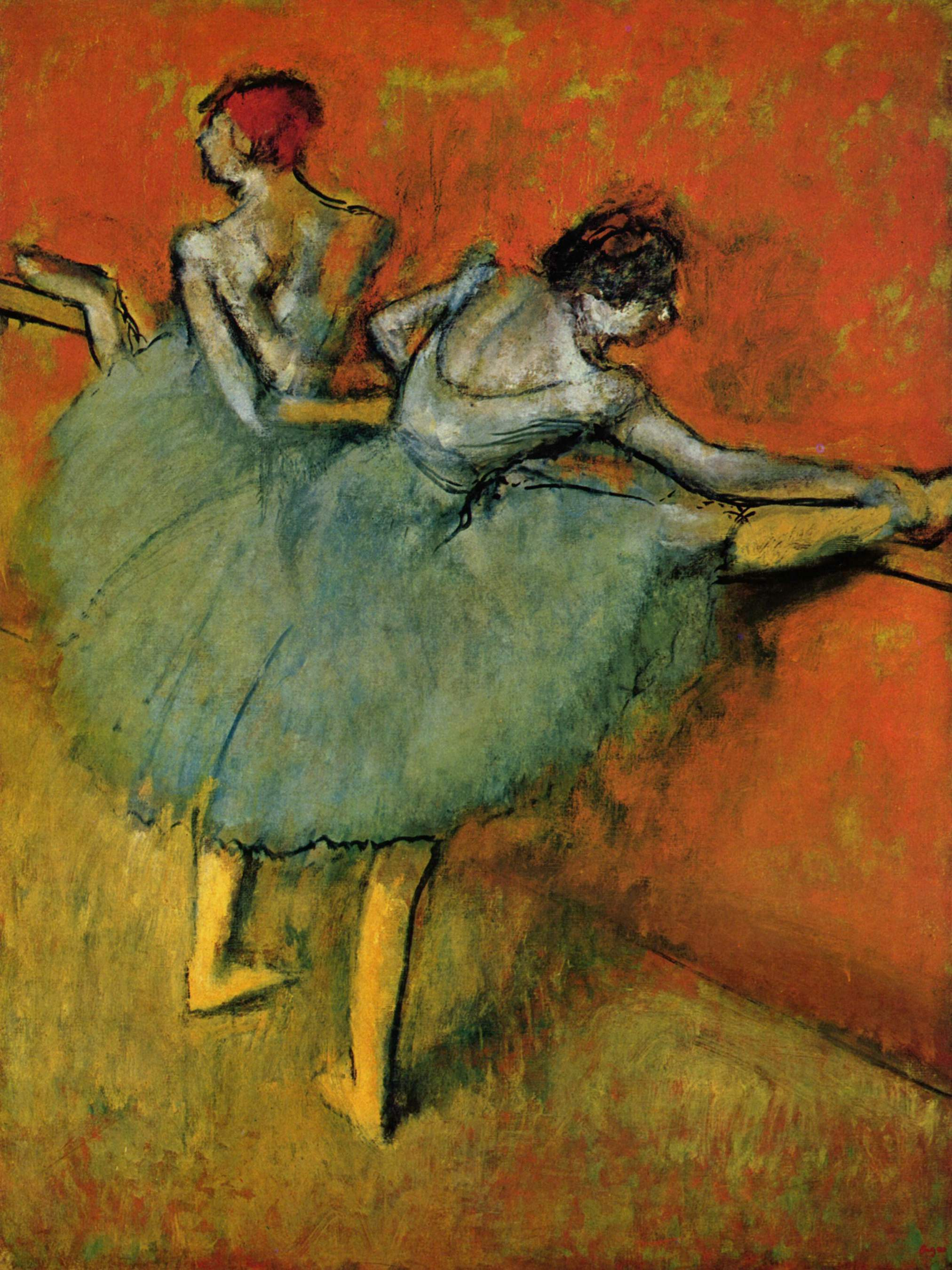
Tanečnice při tréninku u barre

Barre (z francouzštiny) je v baletu pevné madlo, které poskytuje oporu lidem při různých typech pohybu a cvičení. Taková cvičení se označují jako „práce s tyčí" (barre work). Používá se při baletním tréninku nebo zahřívacích cvičeních také v jiných typech tance, stejně jako v obecných fitness programech.

## Balet
Barre (baletní tyč) pomáhá tanečníkům tím, že poskytuje prostředky stability a rovnováhy, a tak tvoří významnou část výuky začínajícího tanečníka. Je to nezbytný nástroj při učení techniky umístění nohou a také pro začínající tanečníky učit se tanec na špičkách (pointe, en). Je důležitým nástrojem na všech úrovních baletní techniky. Barre work pomáhá tanečníkům připravit se na partnerství, přičemž simuluje podporu skutečného partnera.

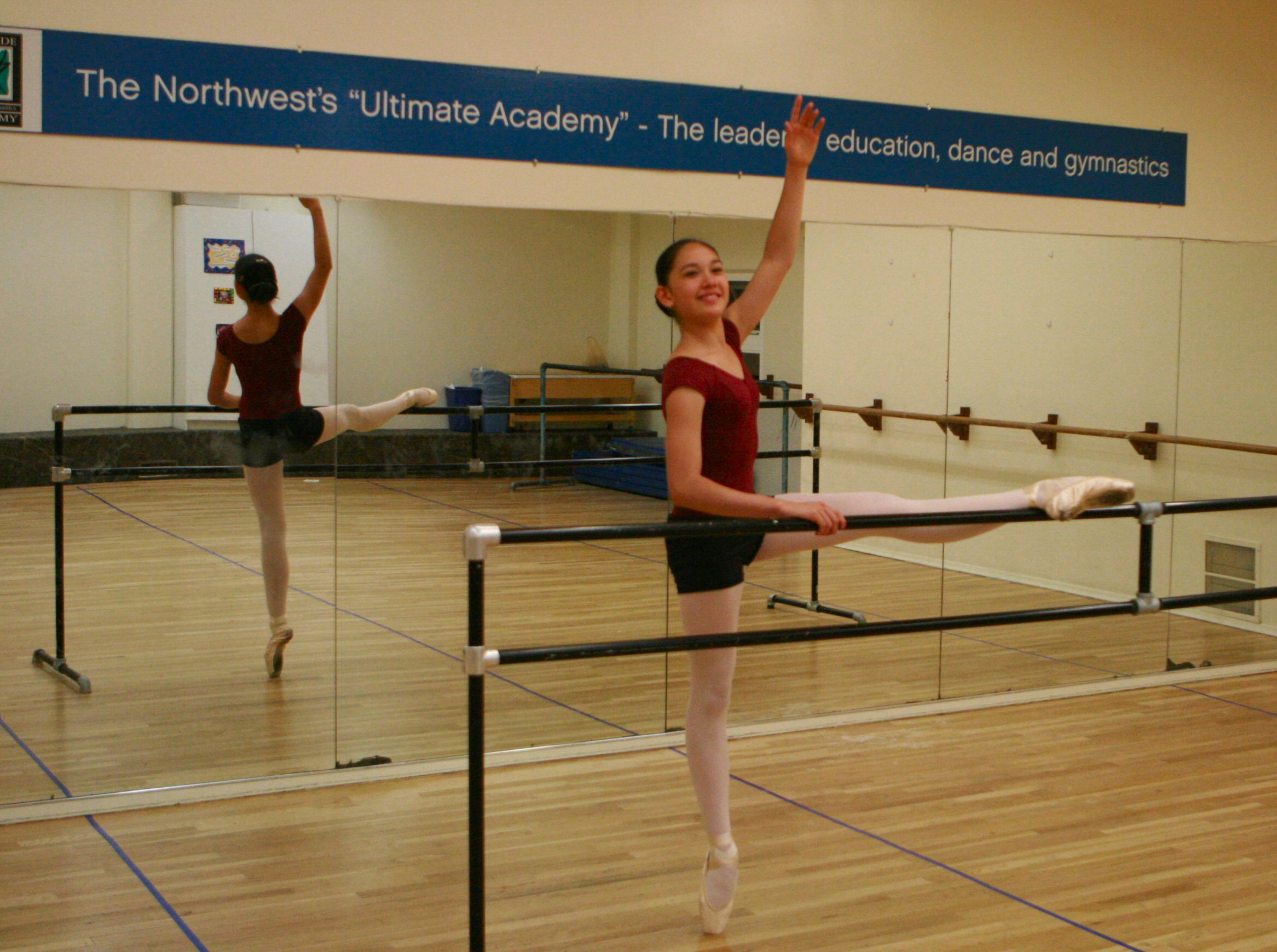
Baletka cvičí na přenosném barre. V pozadí je vidět pevné barre, tyč, připevněná ke zdi vpravo.

V klasickém baletu se lekce zahajuje zahřátím svalů prací „u barre“, tedy s pomocí lehké podpěry na dřevěné tyči umístěné vodorovně podél stěn pracovního studia. Část hodiny baletu se provádí s jednou nebo oběma rukama "na tyči", která slouží jako pomůcka pro udržení rovnováhy. Toto barre se také umísťuje i v blízkosti jeviště, aby umožnilo tanečníkům „zahřát se“ před vstupem na scénu.